# Subida al Naranco 2006
La Subida al Naranco 2006, quarantesima edizione della corsa, valida come evento del circuito UCI Europe Tour 2006 categoria 1.1, fu disputata il 14 giugno 2006, per un percorso totale di 162 km. Fu vinta dall'italiano Fortunato Baliani con il tempo di 4h04'47" alla media di 39,709 km/h.
Dei 137 ciclisti alla partenza furono in 83 a portare a termine il percorso.

## Ordine d'arrivo (Top 10)
| Pos. | Corridore           | Squadra       | Tempo    |
| ---- | ------------------- | ------------- | -------- |
| 1    | Fortunato Baliani   | Panaria       | 4h04'47" |
| 2    | Kanstancin Siŭcoŭ   | Acqua & Sap.  | a 37"    |
| 3    | Eladio Jiménez      | C. Valenciana | a 47"    |
| 4    | Daniel Moreno       | Relax-GAM     | a 50"    |
| 5    | Andrea Tonti        | Acqua & Sap.  | s.t.     |
| 6    | Dionisio Galparsoro | Kaiku         | a 1'09"  |
| 7    | Dailos Diaz Armas   | Orbea         | a 1'15"  |
| 8    | Raffaele Illiano    | Selle Italia  | a 1'31"  |
| 9    | Gustavo Domínguez   | Orbea         | a 1'37"  |
| 10   | Benny De Schrooder  | Choc. Jacques | a 1'48"  |